# Hamburger FC Association 1893
Hamburger FC Association 1893 was een Duitse voetbalclub uit Hamburg.

## Geschiedenis
De club was in 1894 medeoprichter van de voetbalbond van Hamburg-Altona. Op 1 september 1895 won de club de openingswedstrijd van het allereerste kampioenschap met 0-3 van Altonaer FC 1893. Het was de eerste competitiewedstrijd die gespeeld werd in het Duitse Keizerrijk buiten de hoofdstad Berlijn. De club eindigde samen met HFC 1888 op een gedeelde tweede plaats met grote achterstand op kampioen Germania 1887. Het volgende seizoen trok de club zich terug uit de competitie na de heenronde omdat ze niet genoeg spelers konden opstellen.
In 1897/98 maakte de club een rentree en werd zevende op acht clubs. Eigenlijk werd de club laatste, maar omdat HFC 1888, dat vijf punten meer telde als Association, het seizoen niet voltooide werden zij op de laatste plaats gezet. Hetzelfde scenario was er in het volgende seizoen toen Alemannia Hamburg het seizoen niet uitdeed. In 1899/00 was het Association zelf dat zich terugtrok uit de competitie. De club was op 28 januari 1900 wel nog een van de stichtende clubs van de Duitse voetbalbond, maar kort daarna werd de club opgeheven.